# 국립호국원
국립호국원(國立護國園, National Cemetery)은 만장되어가는 국립현충원을 대체하고 더 많은 대한민국의 국가유공자를 안장하려는 취지에서 재향군인회가 국가보훈부로부터 위임을 받아 운영을 하다가 국가가 국가를 위해 희생한 사람들의 마지막 공간을 국가가 직접 관리해야 한다는 여론이 높아지면서 2006년 1월 30일에 국립묘지로 승격되었고 2007년 1월 1일부터 국가보훈부가 직접 관리하고 있다.

## 안장 대상
- 무공수훈자
- 전상, 전사, 순직, 공상군경
- 6·25 참전군인
- 학도병유격대원
- 경찰/소방/철도공무원
- 종군기자
- 기타참전자
- 월남참전군인
- 6·25 참전경찰
- 10년이상 장기복무한 군인
- 위 목록에 해당하는 자의 배우자

## 제외 대상자
- 독립유공자를 제외한 해외국적취득자.

## 추후 건설 계획
제주특별자치도에서도 국립제주호국원 조성을 추진 중이며 '국립묘지의 설치 및 운영에 관한 법률'개정안이 2011년 6월 29일 국회 본회의 통과함에 따라 제주권 국립묘지 설치 사업추진이 추진 될  수정 의결된 내용을 살펴보면, 제주지역에는 현행법상 국립묘지 종류의 하나인 ‘국립호국원’을 설치하되 다른 국립묘지안장대상자도 모두 안장될 수 있도록 했고, 2021년 12월 8일에 6번째 호국원인 국립제주호국원이 제주특별자치도 제주시 1100로 2558-73에 개원하였으며, 2028년에 2만기 규모로 강원권 국립묘지 조성사업이 추진중이며 개원시 7번째 호국원이 될 예정이고.2029년에 2만기 규모로
전남권 국립묘지 조성사업이 추진중이며 개원시 8번째 호국원이 될 예정이다.

## 안장 시 참고사항
지역안배와 상관없이 본인과 유가족이 안치하고 싶은 어디든지 안장 및 안치할 수 있으나 국립묘지의 설치 및 운영에 관한 법률에 의하여 타 국립묘지로 이장을 허락하지 않는다. 다만 국립묘지가 아니었던 곳에서 국립묘지로 이장하거나 국립묘지에서 국립묘지가 아닌 곳으로 이장은 가능하되 국립묘지가 아닌 곳으로 이장할 시에는 다시 국립묘지에 안장할 수 없다.

## 산하기관
- 국립괴산호국원은 충청북도 괴산군 문광면에 위치한 국립묘지이다.
- 국립제주호국원은 제주특별자치도 제주시 노형동에 위치한 국립묘지이다.
- 국립이천호국원은 경기도 이천시 설성면에 위치한 국립묘지이다.
- 국립영천호국원은 경상북도 영천시 고경면에 위치한 국립묘지이다.
- 국립임실호국원은 전북특별자치도 임실군 강진면에 위치한 국립묘지이다.
- 국립산청호국원은 경상남도 산청군 단성면에 위치한 국립묘지이다.
- 국립횡성호국원은 강원특별자치도 횡성군 공근면에 개원 예정인 국립묘지이다.
- 국립장흥호국원은 전라남도 장흥군 장흥읍 금산리에 개원 예정인 국립묘지이다.

## 같이 보기
- 국립서울현충원
- 국립대전현충원
- 국가보훈부
- 국립4·19민주묘지
- 국립3·15민주묘지
- 국립5·18민주묘지